# 奧洛維
奧洛維是捷克的城鎮，位於該國西部，距離索科洛夫11公里，由卡羅維發利州負責管轄，面積19.04平方公里，海拔高度528米，2006年人口1,940。

## 外部連結
- Municipal website